# Kolaborační album
Kolaborační album nebo též kolaborativní album (anglicky collaborative album) je hudební album nahrané společně dvěma nebo více umělci či kapelami, kteří (které) obvykle pracují nezávisle na sobě. Taktéž samplery hudebních vydavatelství, na nichž se prezentuje několik interpretů z daného vydavatelství společně, se někdy označují jako kolaborační alba. Tento typ alb je typický pro country a hip-hop. Využívá se ale i v jiných žánrech.
Díky spolupráci interpretů jsou kolaborační alba často hudebně rozmanitější než alba čistě sólová. Je tak možné oslovit větší publikum, neboť o album budou mít pravděpodobně zájem fanoušci všech zainteresovaných hudebníků. V neposlední řadě kolaborační album nabízí možnost, jak prostřednictvím spolupráce se zavedeným hudebníkem seznámit široké publikum s dosud neznámým umělcem.
Kolaborační alba se odlišují od split alb tím, že jejich obsah je vytvořen přímou spoluprací zúčastněných interpretů. Oproti tomu na split albu reprezentuje každý interpret sám sebe, respektive svou tvorbu (a to i přesto, že se může jednat o coververze jiných umělců či kapel) a na albu má určitý „vyhrazený“ prostor.
Co se týče délky nosiče, může se jednat o singl, dlouhohrající desku i kratší EP. Pokud jde o záznamové médium, kolaborační nahrávky mohou být na gramofonových deskách, kompaktních discích, audiokazetách nebo i v digitálním formátu.

## Známá kolaborační alba
- Jon & Vangelis – spolupráce Jona Andersona a Vangelise na čtyřech albech v letech 1980–1991[3]
- Lulu – dvojalbum Lou Reeda a skupiny Metallica z roku 2011
- Soused – album amerického zpěváka Scotta Walkera a skupiny Sunn O))) z roku 2014[4]